# HD 60629
HD 60629，又名CD-25 4719，SAO 174028、HR 2912，是一颗恒星，视星等为6.65，位于銀經240.89，銀緯-2.95，其B1900.0坐标为赤經7h 30m 21.6s，赤緯-25° -2.95′ 51″。